# 萨法·拉希德
萨法·拉希德·马哈茂德（阿拉伯语：‎，1990年1月1日—），伊拉克男子举重运动员，2017年伊斯兰团结运动会男子85公斤级金牌得主、2018年亚洲运动会男子85公斤级金牌得主。